# Kunst im öffentlichen Raum in Hamburg-St. Georg
Diese Liste von Kunst im öffentlichen Raum in Hamburg-St. Georg enthält dauerhaft aufgestellte Kunstwerke auf dem Gebiet des Stadtteils St. Georg der Freien und Hansestadt Hamburg, die sich im öffentlichen Raum befinden und von anerkannten Künstlern und Künstlerinnen geschaffen wurden. Viele dieser Kunstwerke sind durch das Programm Kunst am Bau (und dessen Folgeprogramme) gefördert oder mit öffentlichen Geldern angekauft worden, dies ist aber keine Voraussetzung für die Aufnahme. Ebenso mögen einige dieser Kunstwerke als Kulturdenkmal geschützt sein, aber auch das ist keine Voraussetzung für die Aufnahme in diese Liste.
Bauschmuck ist im Normalfall im Artikel über das Bauwerk darzustellen, und gehört nicht in diese Liste. Streetart kann Aufnahme in die Liste finden, wenn es zu dem konkreten Kunstwerk eine ausführliche Rezeption in der Kunstwissenschaft gibt und ein enzyklopädischer Artikel über die Streetart-Künstler oder -Künstlerin existiert oder vorstellbar wäre. Denkmäler, die an eine Person oder ein Ereignis erinnern, können in die Liste aufgenommen werden, wenn sie ob ihrer zumeist plastischen Gestaltung als Kunstwerk gelten können. Bei reinen Gedenktafeln ist das normalerweise nicht der Fall.
Basis der Zusammenstellung sind Datensätze der Hamburger Kulturbehörde von 2012 und 2018, eine Veröffentlichung der SAGA GWG von 2008, und verschiedene Veröffentlichungen von Kunsthistorikern zum Thema. Eine abschließende Liste von Literatur kann es nicht geben, jedoch ist für jeden Eintrag in die Liste ein konkreter Verweis auf eine amtliche Liste oder anerkannte Sekundärliteratur erforderlich.
Gestohlene oder zerstörte Kunstwerke, die ehemals in Hamburg-St. Georg aufgestellt waren, sind in einer separaten Liste aufgeführt.

## Legende
- Lage: Nennt die nächstgelegene Straße und, wenn vorhanden und sinnvoll, das nächstgelegene Bauwerk (mit Hausnummer) oder das umgebende Gebiet (z. B. einen Park) und gibt nötigenfalls Hinweise zur genauen Lage. Darunter werden - wenn vorhanden - auch die Geo-Koordinaten und das Wikidata-Logo als Verweis auf das Wikidata-Objekt angegeben. Die Spalte ist nach der Adresse sortierbar.
- Künstler/in: Name des Künstlers oder der Künstlerin, die das Kunstwerk geschaffen haben, verlinkt mit dem Wikipedia-Artikel zur Person. Die Spalte ist nach dem Nachnamen sortierbar.
- Beschreibung: Kurzbeschreibung des Werks, immer zuerst: Werktitel (kursiv), dann möglichst Material, Stil, Größe, Dargestelltes, Art der Förderung
- Jahr: Jahr der Fertigstellung des Kunstwerkes, wenn unbekannt dann das Jahr der Aufstellung. Hier kann nur ein einziges Jahr angegeben werden, kein Zeitraum. Weitere zeitliche Details zur Schaffung des Kunstwerkes (von–bis) können in der Beschreibung angegeben werden.
- Quelle: Kulturbehörde, SAGA, Literatur, jeweils mit Fußnote. Diese Angabe ist für eine Aufnahme in die Liste verpflichtend.
- Bild: Bild des Kunstwerks, mit Link auf Commons-Kategorie wenn vorhanden

Hinweis: Die Grundsortierung der Liste erfolgt nach der Adresse. Die Liste ist alternativ nach Künstler, Werktitel, Datierung oder Quelle sortierbar.

## Liste
| Lage                                                                                         | Künstler                         | Beschreibung | Jahr      | Quelle        | Bild |  |
| -------------------------------------------------------------------------------------------- | -------------------------------- | --- | --------- | ------------- | --- |  |
| An der Alster / Ecke Kennedybrücke auf Wiese am Weg (Lage)                                   | Max Bill                         | Rhythmus im Raum Teil IGA 53 Ausstellung „Plastik im Freien“ im Alstervorland als Gips-Version, 1967 für 95.000 DM angekauft (KaB) als Granit-Version | 1947–1964 | Kulturbehörde | weitere Bilder |  |
| An der Alster 52 Hotel Le Méridien, außen am Eingang (Lage)                                  | Kurt Bauer                       | Mann und Frau Zweiteilige Skulptur aus Stein, erworben beim Neubau des EDEKA-Verwaltungshauses | 1951      |               | weitere Bilder |  |
| Bei der Hauptfeuerwache 1 Staatliche Handelsschule Berliner Tor, Schulhof (Lage)             | Ruth Godbersen                   | Kniende Muschelkalk-Skulptur einer knienden Frau, Ankauf im Programm „Kunst am Bau“ für den Neubau der Handelsschule | 1959      | Kulturbehörde | weitere Bilder |  |
| Bei der Hauptfeuerwache 1 Staatliche Handelsschule Berliner Tor, Treppenhaus (Lage)          | Eylert Spars                     | Aus dem Leben eines Hamburger Kaufmannes KaB | 1956      | Kulturbehörde | Bild gesucht Die Wikipedia wünscht sich an dieser Stelle ein Bild vom Ort mit diesen Koordinaten 53.55537 10.02355 . Motiv: Bei der Hauptfeuerwache 1 Falls du dabei helfen möchtest, erklärt die Anleitung , wie das geht. BW |  |
| Bei der Hauptfeuerwache 1 Staatliche Handelsschule Berliner Tor (Lage)                       | Erich Hartmann                   | ohne Titel Wandgestaltungen, Kunst am Bau | 1958      | Kulturbehörde | weitere Bilder |  |
| Bei der Hauptfeuerwache 1 Staatliche Handelsschule Berliner Tor (Lage)                       | Otto Rodewald                    | ohne Titel Wandgestaltung aus farbigem Keramikmosaik, Ankauf im Programm „Kunst am Bau“ für den Neubau der Handelsschule | 1959      | Kulturbehörde | weitere Bilder |  |
| Berliner Tor 7 HAW, vor Eingang zu Haus BT7 (Lage)                                           | Jan Meyer-Rogge                  | Pyramide Edelstahl-Skulptur in Form eines offenen Tetraeders, den das Auge beim Betrachten vervollständigt. Die Arbeit wurde von der Stadt Hamburg im Rahmen des Programms „Kunst am Bau“ angekauft.                                                                   | 1975      | Kulturbehörde | weitere Bilder |  |
| Berliner Tor 21 HAW, Haus F, Wand Haupthalle gegenüber Eingang (Lage)                        | Tom Hops                         | Kraniche und Pfau Wandbild als Keramikmosaik, gezeigt werden zwei Kranichpaare und ein Pfau. Ankauf im Programm „Kunst am Bau“. | 1956      | Kulturbehörde | weitere Bilder |  |
| Berliner Tor 21 HAW, Haus F, über Haupteingang (Lage)                                        | Tom Hops                         | Hamburger Hafen mit Elbstrom und Blick auf das Ufer der Neustadt Dreiteiliges Glasfenster, Ankauf im Programm „Kunst am Bau“ | 1957      | Kulturbehörde | weitere Bilder |  |
| Berliner Tor 21 HAW, Haus F, Eingang (Lage)                                                  | Richard Luksch                   | Gebundene und entfesselte Kraft Zwei allegorische Figuren als stehende Männerakte aus Granit | 1913      | ÖBL           | weitere Bilder |  |
| Berliner Tor 21 HAW, Haus F, 2. OG (Lage)                                                    | Otto Rodewald und Rolf Diener    | Geometrie Wandbild | 1960      | Kunst@SH      | weitere Bilder |  |
| Besenbinderhof 31 Hamburgische Wohnungsbaukreditanstalt (Lage)                               | Fritz Kronenberg                 | St. Georg KaB, nicht in KB-Listen | 1960      | Kulturbehörde | Bild gesucht Die Wikipedia wünscht sich an dieser Stelle ein Bild vom Ort mit diesen Koordinaten 53.55142 10.0156 . Motiv: Besenbinderhof 31 Falls du dabei helfen möchtest, erklärt die Anleitung , wie das geht. BW          |  |
| Besenbinderhof 31 Links des Eingangs zur IFB Hamburg (Lage)                                  | Hans Martin Ruwoldt              | Bauarbeiter Lebensgroße Bronzeskulptur eines Bauarbeiters im realistischen Stil. Ort der Aufstellung ist die Hamburgische Wohnungsbaukreditanstalt (Vorgängerin der IFB Hamburg), eine Anstalt öffentlichen Rechts. Anschaffung im Rahmen des Programms „Kunst am Bau“ | um 1960   | Kulturbehörde | weitere Bilder |  |
| Hauptbahnhof Nord U2-Bahn Gleis Richtung Niendorf Nord (Lage)                                | Stephan Huber und Raimund Kummer | Hauptbahnhof-Nord Ehemaliger Werktitel „Firmament“, KiöR | 1991/94   | Kulturbehörde | weitere Bilder |  |
| Heidi-Kabel-Platz 1 Ohnsorg-Theater, links des Eingangs auf Seite zum Hauptbahnhof (Lage)    | Inken Uzoma                      | Heidi Kabel Lebensgroße Bronzeplastik von Heidi Kabel (1914–2010), Auftragsarbeit für Abendblatt, gestiftet dem Ohnsorg-Theater | 2011      |               | weitere Bilder |  |
| Kirchenallee 22 Verbraucherzentrale Hamburg, Außenfassade (Lage)                             | Hildegund Schuster               | Sülzeunruhen Wandbild in Erinnerung an die Sülzeunruhen von 1919 | 2015      |               | weitere Bilder |  |
| Kurt-Schumacher-Allee 16 Ecke Nagelsweg, vor der Agentur für Arbeit (Lage)                   | Franz Bernhard                   | Hamburger Figur Die abstrakte Skulptur aus Cortenstahl wurde 1991 geschaffen und 1997 vor der Hamburger Hauptniederlassung der Arbeitsagentur aufgestellt, Ankauf durch Arbeitsagentur (Bundesmittel).                                                                 | 1991      | Kulturbehörde | weitere Bilder |  |
| Kurt-Schumacher-Allee 16 Agentur für Arbeit, linke (alte) Eingangshalle (Lage)               | unbekannt                        | Berufssymbole Flachreliefs | ca. 1950  | Kulturbehörde | Bild gesucht Die Wikipedia wünscht sich an dieser Stelle ein Bild vom Ort mit diesen Koordinaten 53.55156 10.01628 . Motiv: Kurt-Schumacher-Allee 16 Falls du dabei helfen möchtest, erklärt die Anleitung , wie das geht. BW  |  |
| Kurt-Schumacher-Allee 16 Agentur für Arbeit, Innenhof (Lage)                                 | Werner Michaelis                 | verschiedene Tätigkeiten Metallgewerbe, Bau- und Erdarbeiten und Frauenberufe, KaB | 1952      | Kulturbehörde | Bild gesucht Die Wikipedia wünscht sich an dieser Stelle ein Bild vom Ort mit diesen Koordinaten 53.55156 10.01628 . Motiv: Kurt-Schumacher-Allee 16 Falls du dabei helfen möchtest, erklärt die Anleitung , wie das geht. BW  |  |
| Lohmühlenpark (Lage)                                                                         | Klaus Becker                     | Säule für den Lohmühlenpark Privatstiftung an FHH, 2006 der Öffentlichkeit in St. Georg von Fa. Haueisen übergeben | 2006      | Kulturbehörde | weitere Bilder |  |
| Lohmühlenstraße 5 AK St. Georg, Haus V / Kindergarten, westliche Ecke des Gebäudes (Lage)    | Arnold Fiedler                   | Drei Schwestern Wandmosaik, das drei Krankenschwestern darstellt. Ankauf im Programm „Kunst am Bau“. | 1968      | Kulturbehörde | weitere Bilder |  |
| Lohmühlenstraße 5 AK St. Georg, Haus XR (MTA-Schule Radiologie), Außenwand am Eingang (Lage) | Max Hermann Mahlmann             | Symbolische Darstellung von Strahlen Sgraffito, Ankauf im Rahmen des Programms „Kunst am Bau“ | 1953      | Kulturbehörde | weitere Bilder |  |
| Schultzweg 9 Schule für Gehörlose, alter Neubau Münzstraße, Treppenhaus (Lage)               | Karl Goris                       | Fabeltiere KaB | 1962      | Kulturbehörde | Bild gesucht Die Wikipedia wünscht sich an dieser Stelle ein Bild vom Ort mit diesen Koordinaten 53.54878 10.01021 . Motiv: Schultzweg 9 Falls du dabei helfen möchtest, erklärt die Anleitung , wie das geht. BW              |  |
| St. Georgs Kirchhof (Lage)                                                                   | Horst Hellinger                  | Schiffsbleche Platzgestaltung, KiöR, 58.000 DM | 1986      | Kulturbehörde | weitere Bilder |  |
| St. Georgs Kirchhof Norden des Platzes, nahe der Kirche (Lage)                               | unbekannt                        | Kreuzigungsgruppe Fünfteilige Bronzeplastik, Nachguss von 2003, das Original von ca. 1490 ist in der Dreieinigkeits-Kirche | 1490      |               | weitere Bilder |  |
| St. Georgs Kirchhof 3 westlich der Dreieinigkeitskirche (Lage)                               | Gerhard Marcks                   | Heiliger Georg vermutlich Kirchenerwerb | 1958      | Kulturbehörde | weitere Bilder |  |
| St. Georgs Kirchhof 3 südlich vor der Dreieinigkeitskirche (Lage)                            | Tom Fecht                        | Namen und Steine AIDS-Mahnmal, Steine mit Namen, in Kreuzform in den Borden eingelassen | 1994      |               | weitere Bilder |  |
| Stiftstrasse 25–27 Fassade zwischen Erdgeschoss und erstem Obergeschoss (Lage)               | Maria Pirwitz                    | Keramisches Relief Relief mit vier realistisch gestalteten Motive: Baum, Paar, Sonnenblume sowie Mutter und Kind. Ankauf durch SAGA im Rahmen des Programms „Kunst am Bau“.                                                                                            | 1980      | Kulturbehörde | weitere Bilder |  |
| Stiftstraße 69 HAW, Studierendenzentrum, Haus G (Kreuzbau) (Lage)                            | Harald Duwe                      | Elektrizität, Schiffbau, Flugzeugbau Drei Wandbilder, ursprünglich für die Volksschule Stiftstraße. Ankauf im Rahmen von „Kunst am Bau“. | 1960      | Kulturbehörde | weitere Bilder |  |
| Stiftstraße 69 HAW, Haus H (Lage)                                                            | Volker Meier                     | Rahmenwerk mit Landschaft Wandrelief Vorentwurf, Ausführung. Ankauf im Rahmen von „Kunst am Bau“ | 1974–1975 | Kulturbehörde | Bild gesucht Die Wikipedia wünscht sich an dieser Stelle ein Bild vom Ort mit diesen Koordinaten 53.55501 10.02171 . Motiv: Stiftstraße 69 Falls du dabei helfen möchtest, erklärt die Anleitung , wie das geht. BW            |  |
| Stiftstraße 69 HAW, Haus H (Studierendenzentrum), Aula (Lage)                                | Claus Wallner                    | Glasfenster Farbiges Glasfenster in abstrakter Gestaltung, möglicherweise florale Motive. Ankauf im Rahmen von „Kunst am Bau“ | 1963      | Kulturbehörde | weitere Bilder |  |
| U-Bahn-Haltestelle Lohmühlenstraße Eingang Stiftstraße, Südseite (Lage)                      | Eduard Bargheer                  | Die Lohmühle Ankauf im Programm „Kunst am Bau“ | 1959–1960 | Kulturbehörde | weitere Bilder |  |
| Wismarer Straße 4 Lohmühlenpark (Lage)                                                       | Klaus Kütemeier                  | Dreiergruppe mit zeichenähnlichen Figuren Bronzeskulptur aus drei Figuren auf einem flachen Steinsockel. Die Figuren weisen reduzierte und dennoch verspielte Formen auf, sie erinnern an Vögel oder Fische. Ankauf im Rahmen des Programms „Kunst am Bau“.            | 1979      | Kulturbehörde | weitere Bilder |  |